# 駿遠線
駿遠線（日语：／）是一條從靜岡縣中部出發，經藤枝市的大手站、新藤枝站（東海道本線藤枝站前），再從駿河灣西岸，途經御前崎附近，沿遠州灘東北岸行走，最後到達袋井市新袋井站（東海道本線袋井站前），由靜岡鐵道營運的鐵路線。現時已經被廢除。在整條線中，原本分為兩部分，大手站至新藤枝站至地頭方站之間的路段原本被稱為藤相線，池新田站（後來名為濱岡町站）至新袋井站之間則被稱為中遠線。此路線的軌距為762毫米，在規格上是一條輕便鐵路。路線名稱取自駿河國和遠江國的首文字。另外，大手站至新藤枝站之間也會被稱為大手線，駿河岡部站至大手站之間也會被稱為岡部線。

## 概要
原本靠近藤枝一方的路線是由一間名為藤相鐵道（日语：／）的公司營運。靠近袋井一方的路線是由一間名為中遠鐵道（日语：／）的公司營運。在戰時由於國策的關係，兩間公司、靜岡電氣鐵道（即後來的靜鐵靜岡清水線）與其他運輸公司合併成為靜岡鐵道。在戰後的1948年（昭和23年），便把藤相線和中遠線兩條鐵路線的末端連接起來，成為了一條路線。使全長64.6公里，連接大手至新藤枝至新袋井之間的駿遠線，成為了日本最長輕便鐵路。
由於整條路線的歷史比較複雜和長久，因此在線上行走的車輛種類較多，主要都是使用原本上述提及兩間鐵路公司的車輛，以及由靜岡鐵道自家工場製造的車輛。後來隨著機動化的發展，加上大井川橋樑老化，需要大量的金錢T以進行修輯作業。因此在全線開通的16年後（即1964年（昭和39年））開始廢除部分路段。在1970年（昭和45年）7月31日全線廢除，翌日8月1日開設代行巴士服務。

### 路線數據
※資料截至駿遠線全線開通時一刻
- 路線距離（營業距離）：64.6公里
- 軌距：762毫米
- 雙線區間：沒有（全線單線）
- 電氣化區間：沒有（全線非電氣化（日语：非電化））

## 歷史

### 構想
東海道五十三次其中一個宿場町是在藤枝，在明治時代開通的東海道本線中，所設置的藤枝站是在該宿場町之外。另外，當時有一個輕便鐵道「駿遠鐵道」的計劃，從因當時東海道本線而繁榮的燒津起開始南下，途經遠州川崎、相良和遠州橫須賀，連接中泉（現時：磐田市）。但是這個計劃對於藤枝來說，由於擔心這樣的話便會失去交通樞紐的地位，因此當務之急是想辦法解決這個議題。
因此，包括藤枝的商人笹野甚四郎在內，於藤枝町和志太郡內尋找有志人士聚集起來，討論建設輕便鐵道的計劃。為了對抗駿遠鐵道，便計劃成立「藤相鐵道」，從藤枝出發，向相良方向敷設鐵路。在1911年（明治44年）8月，藤相鐵道獲批准敷設鐵路。在同年11月，創立藤相鐵道株式會社，笹野成為第一代社長。在同一時期的中遠南部，當地居民對燒津資本的進出感到危機感。為此，由小笠郡笠原村出身的縣會議員芝田庫太郎為中心,在袋井成立了「中遠鐵道」。在1911年（明治44年）10月10日，藤相鐵道的發起人笹野也協助申請敷設特許。在1912年（明治45年）3月9日得到敷設許可。同年8月28日成立中遠鐵道株式會社。藤相鐵道的起點從原本駿遠鐵道計劃的燒津變為藤枝，而中遠鐵道的起點則由磐田變為袋井。

### 開業和延長
藤相鐵道的測量和施工進展順利。另一方面在1911年（明治44年）8月，政府批出了鐵道許可狀予駿遠鐵道。駿遠鐵道當時由於與藤相鐵道進行競爭，同時由於駿遠鐵道內部出現紛爭，使測量工作不順利，結果在1918年（大正7年）5月，該許可失效，公司也被解散。
隨後，藤相鐵道第一段開通的區間是連接藤枝站和藤枝市區的「大手線」區間，於1913年（大正2年）啟用。
在離開藤枝站後，路線計劃越過東海道本線，前往大井川方向。渡河預定地點的大井川河口附近，大井川的寬度為約1公里，由於成本原因，較難以快速方法建造橋樑。因此，在大井川右岸（西邊）的大幡至細江區間率先於1915年（大正4年）5月先行啟用。當時乘客需要步行越過大井川。在半年後孤注一擲地收購了富士見橋，當時便在橋上收取過橋費用，同時於橋上「臨時地」開設臺車業務。但是該臺車區間的營運制限較多，例如兩架臺車前往同一方向，兩者之間需要間距約21米或以上的距離。而政府也需要人員在橋上巡邏，以確保臨時橋的接縫是一個安全的狀態。由於該橋只是單線，如果一個方向有數架臺車行走的話，另一方向的臺車至少需要等待30分鐘。當時的限制造成兩邊鐵路線的時間表混亂。在1918年（大正7年），於橋中央部分加設列車交會設備。使在橋上最多同時可讓2輛客車和2輛貨車通過和進行列車交會。
在繼續研究建設大井川橋樑期間，路線繼續向大井川西邊延伸。首先先延伸至遠州川崎町（即後來的榛原町），後來再延伸至相良。在1922年（大正11年），暴雨使富士見橋被沖毀後。在大正未期（1924年（大正13年）），跨越大井川的橋樑正式啟用（但是該橋與路面交通共用）。在1937年（昭和12年）7月9日，鐵路專用橋樑正式啟用。可是由於後述提及經濟衰退使資金短缺，橋面部分使用鋼製，但是橋腳部分還是與過往一樣時代，都是木製。因此在橋上的行走速度限於15km/h（通常情況），在強風時或河水高漲時，速度限制會減至5km/h。當發生惡劣天氣時，該區間更會暫停營運，改由巴士代行。
同一時代，中遠鐵道的新袋井至新橫須賀之間開通，由於途中不需要越過廣寬的河流，因此工程比較順暢。從此，中遠鐵道一度沒有繼續延伸。直至大正末期再延伸至南大坂，同時於新袋井站改善了與國鐵的轉乘通道。踏入昭和時代的1927年（昭和2年），中遠鐵道線延伸至新三俁。自此，戰前的中遠鐵道線全線開通。
藤相鐵道在1926年（大正15年）延伸至地頭方後，兩鐵路線的末端只相距15.3公里。

### 戰時整合
在大正末期起，日本各地開始提供了巴士這個新的交通工具。使只靠蒸氣機車行走的中小型鐵路公司陷入困境。藤相和中遠兩間鐵路公司也不例外，特別是中遠鐵道。因此兩間公司相繼引入汽油列車，以提升行車速度令運輸業績轉好。雖然使用汽油列車使業績好轉，但是在1929年（昭和4年）經歷經濟大蕭條後，兩間公司的業績再度下降。
後來在太平洋戰争下的1943年（昭和18年），隨著推行戰時統制。藤相、中遠兩間鐵路公司，連同靜岡電氣鐵道、靜岡乘合自動車、靜岡交通自動車一同合併為「靜岡鐵道」。藤相鐵道和中遠鐵道分別變為靜岡鐵道的藤相線和中遠線。

### 戰後的混亂與駿遠線全線開通
在戰爭結束後，藤相線和中遠線沿線的居民開始使用鐵路前往市中心購買貨物。原本這些地區是農業和漁業繁盛的地區，由於食材資源豐富，因此成為了購買食材的好地方。使在戰前所提及的困境似乎是個謊言，兩線的列車常常擁滿了乘客。幸好在戰時沒有因空襲使鐵路設施和車輛受損害，但是出動所有客車和汽油列車的情況下，車輛仍然不足。在該時期，鐵路公司正在對付急增的乘客的時候，並未能對路線上進行投資。對於改軌距和改建大井川橋樑等項目未有取得進展，這對於後來的駿遠線影響深遠。
大約在這個時候，開始構思把兩線連接起來，形成一條「駿遠鐵道」的計劃。兩線的規格由於也是輕便鐵路，加上在戰時，軍隊也有在同一地區使用鐵路。後來在1948年把兩線連接起來，整條路線統一名為「駿遠線」。此外，在舊・藤相鐵道時代，於1925年（大正14年）曾經從大手向東北延伸至駿河岡部（現時：藤枝市岡部町），該區間在營運11年後，於戰時合併前已經廢除。因此駿河岡部至大手和大手至新袋井的區間沒有在同一時期出現。

### 衰退與終結
在戰後混亂時期過後，日本開始踏入經濟高度增長時期，當時的機動化嚴重影響鐵路事業。特別是輕便鐵路欠缺了鐵路本身的特點（即集體和高速的運輸），使在1950年代後期至1960年代，這些輕便鐵路開始慢慢取失。
在駿遠線的情況，戰後才開通的區間中，大部分區間都是敷設在沿岸和沙丘地帶，由於當時被作為軍事用途，因此沿線沒有特別途經一些既有的村莊，因此沿線人口十分少。另外由於駿遠線在藤枝至袋井之間的走線與東海道本線比較是十分繞道，而所需時間也比東海道本線長（根據湯口徹的說法，在開業當初需要5小時以上，後來提速後也需要約3.5小時），同時駿遠線的車費也較高。此外，靠近藤枝一方的駿河地區和靠近袋井一方的遠州地域中，原本的文化和經濟圈都各有不同，而沿岸漁農村之間的交通需求也相對較低，種種因素造成鐵路線最終被廢除。
在1950年代起，貨運的主要途徑開放變為貨車。在1959年（昭和34年），貨運業務由附屬公司駿遠運送承繼後廢除貨運業務。另外，考慮到車輛營運和全線繼續營運下去會變得無利可圖，在1961年（昭和36年）起，把沿線人口較少的區間，即地頭方至新三俁之間的區間只於早上和黃昏行走。在1964年（昭和39年），藤枝市區區間的大手線，以及戰後開通區間的堀野新田至新三俁之間被廢線。使駿遠線實際全線開通的時間只有16年。在3年後，由於客量較少，新袋井至新三俁之間全線廢線，使前·中遠鐵道區間完全廢除。
在同一時期，駿遠線還有一些前往靜岡市通勤和上學客，在夏季，也有一些泳客會使用駿遠線前往沿線的海邊（例如靜波海岸）。在前·藤相鐵道時代和區間，曾經開設了快速列車「細波」，當時靜岡鐵道模索這個新的路向。在1965年，靜岡鐵道自家製造了一架馬力較大的柴油機車DD501，該機車馬力達190匹，在輕便鐵路中十分少見。但是隨著道路和巴士路線的發展，加上在戰後由於過度使用而老化的鐵路設備，已經無法改變這個面臨廢線的趨勢。
跨越大井川的大井川橋樑由於已經使用三十年，因此橋腳開始老化，當時正在檢討進行更換。但是跟據目前的情況，若果需要更換，這樣必須是建設一座永久性的橋樑，可是由於成本問題而無法更換永久性橋樑。結果在1968年（昭和43年），便把大井川以南的區間全部廢除，使剩下的駿遠線只有6.3公里。由於駿遠線主要的收入來源是來自大井川以西區間的長距離乘客（這些乘客支付的車費也相對較高），而把上述區間廢除後，剩下的短路線也失去了存在價值。使在1970年（昭和45年）7月31日，便把剩下的6.3公里區間也被廢除。

### 快速列車的運輸
由於駿遠線路線較長，在路線全線開通之際，曾經出現在通過部分車站的快速列車，這些快速列車沒有暱稱，同時在輕便鐵路來說是比較少見的。除了定期快速列車外，在路線縮短後的1964年（昭和39年）起，為了泳客而開設了夏季臨時快速列車「細波」，該列車在藤枝至大井川之間各站停車，隨後直至榛原町前不停站行駛。該快速列車一直營運至1967年（昭和42年）10月。
在駿遠線中，首次出現快速列車的時候是在1956年（昭和31年）11月，由於使用了柴油列車，並行走於新藤枝至地頭方之間，一日設有6班。在1958年（昭和33年）10月起，開設行去差不多整條線的直通快速列車，行走區間為新藤枝至新袋井之間，當時該快速班次每日設有上下行各1班。另外也有1班下行快速列車，從相良前往新袋井（新藤枝至相良之間各站停車），3班下行快速列車，從新藤枝前往地頭方，2班上行快速列車，從新袋井前往新三俁，1班上行快速列車，從地頭方前往新藤枝（新袋井至地頭方之間各站停車），1班上行快速列車，從相良前往新藤枝。下行直通快速的行車時間為2小時17分，上行直通快速的行車時間為2小時12分（表定速度27.6km/h），後者成為了駿遠線全線史上最快列車。但是直通快速列車在營運1年後被取消。
在1960年（昭和35年），上行快速列車開始會追越普通列車。在當年的上行快速列車中，設有2班從新袋井前往新三俁的列車，1班從地頭方前往新藤枝的列車，2班從相良前往新藤枝的列車，當中3班會追越普通列車。另外下行快速列車，設有4班從新藤枝前往地頭方的列車（當中3班在相良起各站停車）和2班從新三俁前往新袋井的列車。所需時間方面，下行從新藤枝前往地頭方的最快列車需時66分鐘（在相良站停靠3分30秒），上行從地頭方前往新藤枝的最快列車需時64分鐘（表定速度26.2km/h）。但是在2年後進行減班，同時不會再追越普通列車。在1964年（昭和39年）路線縮短後，只剩下早上上行1班和黃昏下行1班，行走於新藤枝至堀野新田之間的快速列車，以及早上上行1班，從三俁前往新袋井的快速列車。

在夏季海灘季節中會開設夏季臨時快速「細波」。當時使用2架柴油列車再牽引數架客車，組成一抽長編成的列車。大部分駿遠線的柴油列車都是機械式制控，而不是整體控制。使每架車輛均需要有職員當值，以警笛作為訊號以進行運輸操作。另外在時間表上，在1967年（昭和42年）首班臨時列車會被稱為「預定臨」。有營運日，其他定期列車的時間表會有所變更，與日本國鐵的運作安排相近。
在駿遠線的快速列車中，車頭會裝上雖小但令人印象深刻的車頭標記，還有專用的木托。另外當列車停靠在月台時，車尾旁邊會貼上「快速」的標記，這是其他輕便鐵路中沒有看見的。

### 未有實現的路線
袋井站 - 福田
該路線的走線是從袋井站出發，途經袋井市舊淺羽町的諸井、長溝、磐田市舊福田町的中野。途中會跨越太田川。最終到達福田。該路線最後沒有建成。後來，靜鐵巴士（靜岡鐵道把巴士業務分離該子公司，即現時的靜鐵Justline）開設行走於袋井站至福田之間的巴士路線，該路線在1986年（昭和61年）左右被取消。在2006年（平成18年）4月，1日3個往返班次的袋井市自主運行巴士（Mellow巴士）延伸至袋井站，使袋井站可乘坐巴士直通至磐田市豐濱。後來在2011年（平成23年）7月，隨著袋井市自主運行巴士不再停靠豐濱，自此再不能直通至該處。
駿河岡部站 - 宇津之谷峠 - 靜岡市
在岡部線存在的時代，曾經計劃從駿河岡部站延伸至岡部線，更有連接靜岡市的方案。
大井川 - 石部隧道 - 運動場前站
在1950年（昭和25年），當時計劃把路線改軌距（762mm→1067mm）、雙線化和電氣化。還有從大井川站靠近藤枝一方開設分支，該分支出來的路線貫穿燒津市，經過曾經讓東海道本線使用的的舊路（即現時石部隧道），最後連接至靜岡市內。雖然已經收購用地和得到敷設許可，但是由於後來建設東海道新幹線時，該新幹線使用同一條隧道，因此最終沒有實現。
上吉田站 - 遠州川尻之間
在文獻中曾經記載一條長期未開業線，該路線前往吉田村地內（上吉田站至遠州川尻之間）。在1950年代的《私鐵要覽》等資料中，已經再不見有關路線。

### 年表

#### 藤相鉄道→静岡鉄道藤相線
- 1911年（明治44年）

藤相鐵道 社紋

  - 8月28日 批出許可狀予藤相輕便鐵道（藤枝至川崎之間）[16]
  - 11月15日 藤相鐵道株式會社成立[17][18]
- 1913年（大正2年）11月16日 大手至藤枝新（後來名為新藤枝）之間開業（3.9公里）[19]
- 1914年（大正3年）
  - 4月15日 批出鐵路許可狀（志太郡藤枝町至同郡岡部町之間）[20]
  - 9月3日 藤枝新至大井川之間開業（6.3公里）[21]
- 1915年（大正4年）
  - 5月1日 大幡至細江之間開業（6.4公里）[22]
  - 9月18日 細江至川崎町（後來名為榛原町）之間開業（1.8公里）[23]
  - 9月23日 川崎町改名為遠州川崎町[24]
  - 11月 大井川至大幡之間暫時開業
- 1917年（大正6年）2月19日 批出鐵路許可狀（榛原郡川崎町至同郡相良町之間）[25]
- 1918年（大正7年）
  - 6月16日 遠州川崎町至相良之間開業（6.0公里）[26]
  - 11月6日 鐵路許可失效（志太郡藤枝町至同郡岡部町之間，原因：在指定期限內還未動工）[27]
- 1922年（大正11年）5月29日 批出鐵路許可狀（榛原郡相良町至小笠郡池新田村之間，榛原郡地頭方村至同郡御前崎村之間）[28]
- 1923年（大正12年）2月8日 批出鐵路許可狀（志太郡西益津村至同郡岡部町之間）[29]
- 1924年（大正13年）4月4日 大井川至大幡之間正式開業（1.6公里）[30]
- 1925年（大正14年）1月16日 駿河岡部至大手之間開業（4.8公里）[31]
- 1926年（大正15年）4月27日 相良至地頭方之間開業（5.9公里）[32]
- 1931年（昭和6年）
  - 9月23日 批准使用汽油作為列車燃料。在12月24日實施[18]
  - 10月2日 鐵路許可失效（榛原郡地頭方村至小笠郡池新田村之間，榛原郡地頭方村至同郡御前崎村之間，原因：在指定期限內還未動工）[33]
- 1935年（昭和10年）5月4日 批出鐵路許可狀（榛原郡吉田村地內）[34]
- 1936年（昭和11年）5月19日 駿河岡部至大手之間被廢除（4.8公里）[35]
- 1943年（昭和18年）5月15日 在戰時的國策下，與中遠鐵道、靜岡電氣鐵道等公司合併，成為靜岡鐵道藤相線。

#### 中遠鐵道→靜岡鐵道中遠線

中遠鐵道 社紋

- 1911年（明治44年）10月 中遠鐵道申請敷設鐵路（動力：蒸氣）
- 1912年（明治45年）
  - 3月9日 批出鐵路許可狀予中遠鐵道（磐田郡笠西村至小笠郡大須賀村之間）[36]
  - 8月28日 中遠鐵道株式會社成立[37][38]
- 1914年（大正3年）1月12日 新袋井至新橫須賀之間開業（10.3公里）[39]
- 1922年（大正11年）5月29日 批出鐵路許可狀（小笠郡橫須賀町至同郡池新田村之間）[28]
- 1925年（大正14年）4月7日 新橫須賀至南大坂之間開業（6.0公里）[40]
- 1927年（昭和2年）4月1日 南大坂至新三俁之間開業（1.0公里）[41]
- 1929年（昭和4年）4月5日 取得蒸氣與汽油作為列車動力許可[38]
- 1931年（昭和6年）6月25日 鐵路許可失效（小笠郡三俣村至同郡池新田村之間，原因：在指定期限內還未動工）[42]
- 1943年（昭和18年）5月15日 在戰時的國策下，與藤相鐵道、靜岡電氣鐵道等公司合併，成為靜岡鐵道中遠線。
- 1948年（昭和23年）1月20日 新三俁至池新田（後來名為濱岡町）之間開業（8.2公里）

#### 靜岡鐵道駿遠線（全線開通後）

靜岡鐵道 社紋
（1953年制定）

- 1946年（昭和21年）1月28日 批出鐵路許可狀（榛原郡地頭方村至小笠郡三俁村之間）[43]
- 1948年（昭和23年）9月6日 地頭方至池新田之間開業（7.1公里）[44]。隨著大手至新藤枝至新袋井全線開通，藤相線和中遠線合併和改名為駿遠線。
- 1957年 (昭和32年) 4月 由於駿遠線與國道1號（現時：靜岡縣道381號（日语：静岡県道381号島田岡部線））的相交處立體化，瀨戶川至新藤枝之間使用新線，志太站被廢除。
- 1959年（昭和34年）6月11日 廢除貨運業務[45]。由駿遠運送（貨車）承繼貨運業務[8]。
- 1964年（昭和39年）9月27日 大手至新藤枝之間（3.9公里）和堀野新田至新三俁之間（13.1公里）被廢除。
- 1965年（昭和40年） 新製一架BB型柴油機車DD501。這是駿遠線最後一架新車。
- 1967年（昭和42年）8月28日 新袋井至新三俁之間（17.4公里）被廢除。前·中遠鐵道的區間全線廢除。
- 1968年（昭和43年）8月22日 大井川至堀野新田之間（23.9公里）被廢除。
- 1970年（昭和45年）8月1日 新藤枝至大井川之間（6.3公里）被廢除。靜岡鐵道駿遠線全線廢除。

## 車站列表
| 中文站名 | 日文站名 | 英文站名        | 平假名 | 啟用日         | 廢除日        | 開業 所屬路線     | 備註 |
| -------- | -------- | --------------- | ------ | -------------- | ------------- | ----------------- | --- |
| 駿河岡部 |          | Suruga-Okabe    |        | 1925年1月16日  | 1936年5月19日 | 藤相鐵道 (岡部線) | |
| 橫內     |          | Yokouchi        |        | 1925年1月16日  | 1936年5月19日 | 藤相鐵道 (岡部線) | |
| 八幡橋   |          | Yahatabashi     | [ 46 ] | 1925年1月16日  | 1936年5月19日 | 藤相鐵道 (岡部線) | 有文獻記載舊站名為上當間（かみとうま），但是在開業時的官報和《停車場一覧》「大正15年版」、「昭和2年版」、「昭和9年版」上，該站名已經名為八幡橋。                                           |
| 水守     |          | Mizumori        |        | 1925年1月16日  | 1936年5月19日 | 藤相鐵道 (岡部線) | |
| 農學校前 |          | Nōgakkōmae      |        | 1925年1月16日  | 1936年5月19日 | 藤相鐵道 (岡部線) | |
| 大手     |          | Ōte             |        | 1913年11月16日 | 1964年9月27日 | 藤相鐵道 (大手線) | |
| 慶全寺前 |          | Keizenjimae     |        | 1913年11月16日 | 1964年9月27日 | 藤相鐵道 (大手線) | |
| 藤枝本町 |          | Fujieda-Honchō  |        | 1913年11月16日 | 1964年9月27日 | 藤相鐵道 (大手線) | 為了紀念藤枝市成立，於1956年1月1日從岡出山（おかでやま）改名為藤枝本町。 |
| 瀨戶川   |          | Setogawa        |        | 1913年11月16日 | 1964年9月27日 | 藤相鐵道 (大手線) | |
| 志太     |          | Shida           |        | 1913年11月16日 | 不明          | 藤相鐵道 (大手線) | |
| 青木村   |          | Aokimura        |        | 1913年11月16日 | 1916年1月16日 | 藤相鐵道 (大手線) | |
| 新藤枝   |          | Shinfujieda     |        | 1913年11月16日 | 1970年8月1日  | 藤相鐵道 (大手線) | 為了紀念藤枝市成立，於1956年1月1日從藤枝新（ふじえだしん）改名為新藤枝。 |
| 高洲     |          | Takasu          |        | 1914年9月3日   | 1970年8月1日  | 藤相鐵道          | |
| 大洲     |          | Ōsu             |        | 1914年9月3日   | 1970年8月1日  | 藤相鐵道          | |
| 上新田   |          | Kamishinden     |        | 1914年9月3日   | 1970年8月1日  | 藤相鐵道          | |
| 相川     |          | Aikawa          |        | 1914年9月3日   | 1924年4月4日  | 藤相鐵道          | 推側為駿遠鐵道的轉乘站。後來該站也是計劃連接至靜岡清水線的分岔車站（參見#未有實現的路線）。                                                                                      |
| 大井川   |          | Ōigawa          |        | 1914年9月3日   | 1970年8月1日  | 藤相鐵道          | |
| 大幡     |          | Ōhata           |        | 1915年5月1日   | 1924年4月4日  | 藤相鐵道          | |
| 遠州神戶 |          | Enshūkando      |        | 1915年5月1日   | 1968年8月22日 | 藤相鐵道          | 為了與吉田町合併，於1957年2月1日從神戶村（かんどむら）改名為遠州神戶。 |
| 上吉田   |          | Kamiyoshida     |        | 1915年5月1日   | 1968年8月22日 | 藤相鐵道          | |
| 下吉田   |          | Shimoshida      |        | 1915年5月1日   | 不明          | 藤相鐵道          | |
| 根松     |          | Konmatsu        |        | 1915年5月1日   | 1968年8月22日 | 藤相鐵道          | |
| 細江     |          | Hosoe           |        | 1915年5月1日   | 1968年8月22日 | 藤相鐵道          | |
| 靜波     |          | Shizunami       |        | 1934年10月1日  | 1968年8月22日 | 藤相鐵道          | 在既有的路線上新設此站。 |
| 榛原町   |          | Haibarachō      |        | 1915年9月18日  | 1968年8月22日 | 藤相鐵道          | 在開業名為川崎町，在1915年9月23日改名為遠州川崎町。在1955年3月28日，由於町名變更，因此再改名為榛原町。                                                                           |
| 片濱     |          | Katahama        |        | 1918年6月16日  | 1968年8月22日 | 藤相鐵道          | |
| 太田濱   |          | Ōtahama         |        | 1918年6月16日  | 1968年8月22日 | 藤相鐵道          | |
| 相良     |          | Sagara          |        | 1918年6月16日  | 1968年8月22日 | 藤相鐵道          | |
| 新相良   |          | Shinsagara      |        | 1926年4月27日  | 1968年8月22日 | 藤相鐵道          | 在約1955年從相良新（さがらしん）改名為新相良。 |
| 波津     |          | Hazu            |        | 1926年4月27日  | 1968年8月22日 | 藤相鐵道          | |
| 須須木   |          | Susuki          |        | 1926年4月27日  | 1968年8月22日 | 藤相鐵道          | |
| 落居     |          | Ochii           |        | 1926年4月27日  | 1968年8月22日 | 藤相鐵道          | |
| 地頭方   |          | Jitōgata        | （）   | 1926年4月27日  | 1968年8月22日 | 藤相鐵道          | |
| 堀野新田 |          | Horinoshinden   |        | 1948年9月6日   | 1968年8月22日 | 靜岡鐵道          | |
| 玄保     |          | Genbo           |        | 1948年9月6日   | 1964年9月27日 | 靜岡鐵道          | |
| 遠州佐倉 |          | Enshūsakura     |        | 1948年9月6日   | 1964年9月27日 | 靜岡鐵道          | |
| 櫻池     |          | Sakuragaike     |        | 1948年9月6日   | 1964年9月27日 | 靜岡鐵道          | |
| 濱岡町   |          | Hamaokachō      |        | 1948年1月20日  | 1964年9月27日 | 靜岡鐵道          | 隨著村町合併，於1955年4月1日從池新田（）改名為濱岡町。 |
| 鹽原新田 |          | Shiobarashinden |        | 1948年1月20日  | 1964年9月27日 | 靜岡鐵道          | |
| 合戶     |          | Gōdo            |        | 1948年1月20日  | 1964年9月27日 | 靜岡鐵道          | |
| 千濱     |          | Chihama         |        | 1948年1月20日  | 1964年9月27日 | 靜岡鐵道          | |
| 國安海岸 |          | Kuniyasukaigan  |        | 不明           | 不明          | 靜岡鐵道          | 位於海灘旁的臨時乘降場 |
| 西千濱   |          | Nishichihama    |        | 1948年1月20日  | 1964年9月27日 | 靜岡鐵道          | |
| 新三俁   |          | Shinmitsumata   |        | 1927年4月1日   | 1967年8月28日 | 中遠鐵道          | |
| 南大坂   |          | Minami-Ōsaka    |        | 1925年4月7日   | 1967年8月28日 | 中遠鐵道          | |
| 谷口     |          | Yaguchi         |        | 1925年12月1日  | 1967年8月28日 | 中遠鐵道          | 在既有路線上新設車站 |
| 野賀     |          | Noga            |        | 1925年4月7日   | 1967年8月28日 | 中遠鐵道          | |
| 野中     |          | Nonaka          |        | 1925年4月7日   | 1967年8月28日 | 中遠鐵道          | |
| 河原町   |          | Kawaramachi     |        | 1925年4月7日   | 1967年8月28日 | 中遠鐵道          | |
| 新橫須賀 |          | Shinyokosuka    |        | 1914年1月12日  | 1967年8月28日 | 中遠鐵道          | |
| 七軒町   |          | Shichikenchō    |        | 1914年1月12日  | 1967年8月28日 | 中遠鐵道          | |
| 新川西   |          | Shinkawanishi   |        | 1916年5月1日   | 不明          | 中遠鐵道          | 在既有路線上新設車站（貨運車站) |
| 石津     |          | Ishizu          |        | 1915年5月11日  | 1967年8月28日 | 中遠鐵道          | 在既有路線上新設車站 |
| 新三輪   |          | Shinmiwa        |        | 1914年1月12日  | 1967年8月28日 | 中遠鐵道          | |
| 新岡崎   |          | Shinokazaki     |        | 1914年1月12日  | 1967年8月28日 | 中遠鐵道          | |
| 五十岡   |          | Igooka          |        | 1915年5月11日  | 1967年8月28日 | 中遠鐵道          | 在既有路線上新設車站 |
| 淺名     |          | Asana           |        | 1914年1月12日  | 1967年8月28日 | 中遠鐵道          | |
| 芝       |          | Shiba           |        | 1914年1月12日  | 1967年8月28日 | 中遠鐵道          | |
| 諸井     |          | Moroi           |        | 1914年1月12日  | 1967年8月28日 | 中遠鐵道          | |
| 柳原     |          | Yanagihara      |        | 1914年1月12日  | 1967年8月28日 | 中遠鐵道          | |
| 袋井     |          | Fukuroi         |        | 1914年1月12日  | 1967年8月28日 | 中遠鐵道          | 在開業時車站名稱為新袋井，有文獻記載車站的名稱曾經為袋井→社袋井→新袋井。但是在開業時的官報和《停車場一覽》「大正15年版」、「昭和2年版」、「昭和9年版」中，均已經名為新袋井（しんふくろい）。 |

- 在靜岡鐵道成立前已經廢除的車站：駿河岡部、橫內、八幡橋、水守、農學校前、志太、青木村、相川、大幡

## 運輸業績
| 年度              | 1948年 | 1949年 | 1950年 | 1955年 | 1960年 | 1965年 | 1967年 | 1970年 |
| ----------------- | ------ | ------ | ------ | ------ | ------ | ------ | ------ | ------ |
| 運輸密度（人/日） | 1,903  | 1,533  | 1,355  | 1,814  | 1,877  | 2,031  | 2,835  | 2,926  |

- 資料參考自各年度版《鐵道統計年報》、《地方鐵道軌道統計年報》和《私鐵統計年報》。

## 接續路線
- 新藤枝站：日本國有鐵道東海道本線（藤枝站）
- 社袋井站：日本國有鐵道東海道本線（袋井站）、靜岡鐵道秋葉線（日语：静岡鉄道秋葉線）（新袋井站）

## 曾經駿遠線通過的自治體
以下自治體名稱都是截至2009年。由於曾經合併，因此營運時的自治體名稱與現時未必一致。
藤枝市、燒津市、榛原郡吉田町、牧之原市、御前崎市、掛川市、袋井市

## 廢線後的狀況

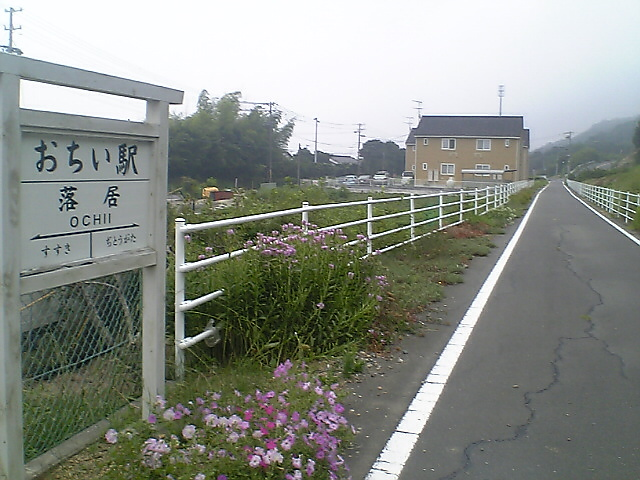
落居站遺址。路基處變成單車徑。

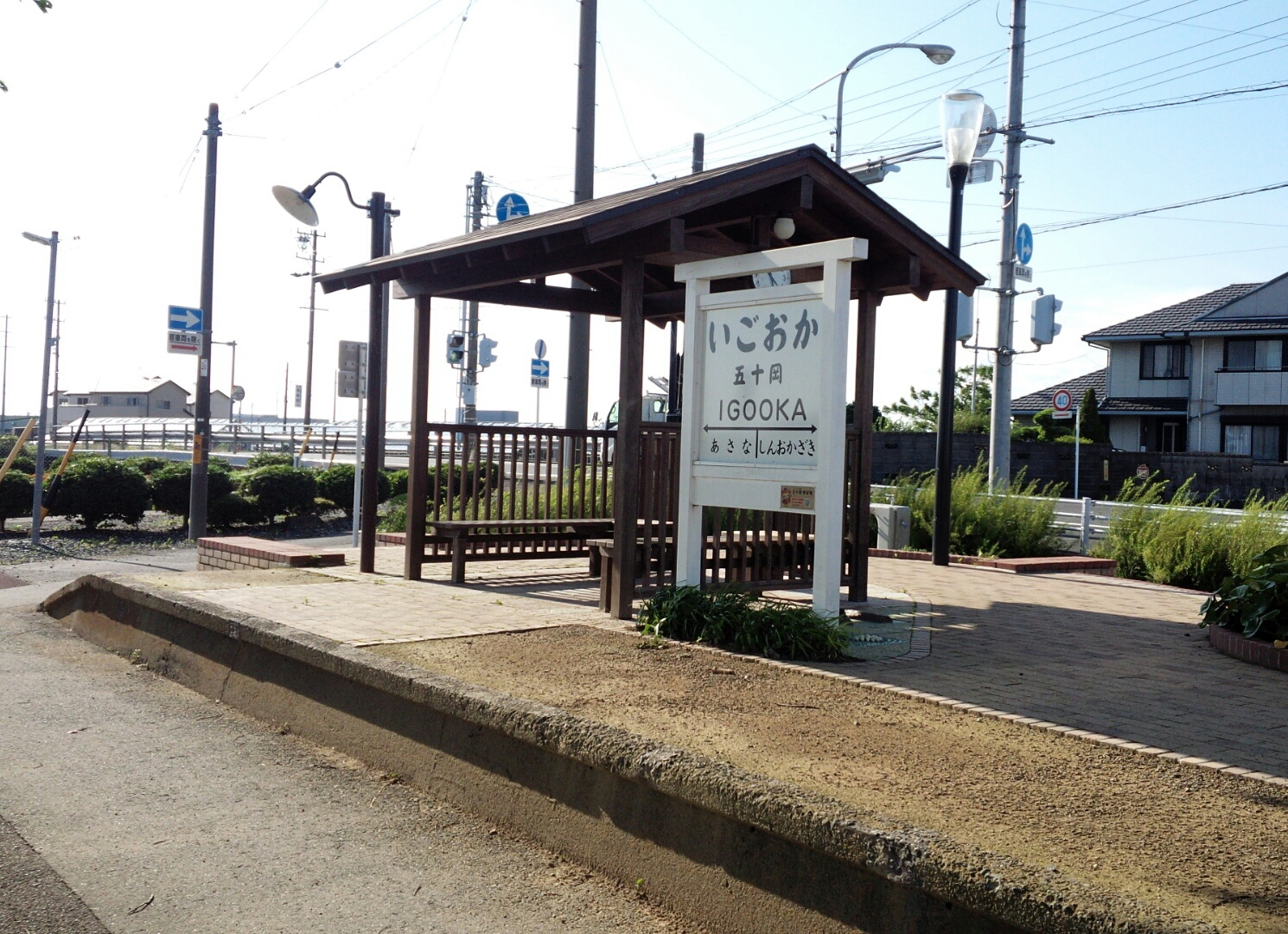
五十岡站遺址。月台被保留下來，並變為迷你公園。

- 前藤相鐵道區間大部分路基變成靜岡縣道375號靜岡御前崎單車道線（日语：静岡県道375号静岡御前崎自転車道線）的一部分。
- 新藤枝站站內遺址變成靜鐵巴士（日语：しずてつジャストライン）的巴士乘車處·等候區和市營停車場。在2016年進行土地重整後，這些設施被遷移至別處[58][59]。在踏入平成時代，遺址陸續興建了靜鐵不動產的公寓[60]。
- 跨越國鐵的跨線橋和路堤在廢線被撒走，現時變成Sunlife藤枝的停車場。從新藤枝站遺址向跨線橋一方的地方還可看見當時鐵路的走線（彎道）。
- 跨越大井川的鐵路橋遺址中，靠近藤枝和相良兩方的橋邊還存在。而木製橋腳的遺跡和道路共用橋時代的富士見橋橋腳底部的遺跡，均可從國道150號（日语：国道150号）富士見橋上，望向河流時確認。在大井川兩岸的橋樑痕跡較多。
- 枕木和混凝土製橋柱被用在各地的橋樑上，但是由於河道改善等原因，許多橋樑被消失了。現時跨越湯日川的山崎單車道橋是唯一能看見使用這些物料的橋樑。
- 駿遠線唯一隧道小堤山隧道在1999年（平成11年）進行補修工程。
- 在舊中遠鐵道區間中，近袋井站一帶的區間遺址變成了縣道擴寬用地。部分區間由於經過道路改善工程和土地重整，已經看不見路軌痕跡，但是也可追溯出廢線前的大概樣子。
- 新袋井站站內遺址變成停車場。曾經鄰接袋井工場處有一座混凝土製成的倉庫（駿遠運送），後來被拆毀，變成殯儀館。車站向柳原站一方的地方還可看見當時鐵路的走線（彎道）。
- 在新袋井站與柳原站之間（現時：袋井市高尾），中途設有東海道新幹線和駿遠線的立體相交處，駿遠線的道路即現時靜岡縣道41號袋井大須賀線（日语：静岡県道41号袋井大須賀線），而東海道新幹線跨越該駿遠線的橋樑被名為「駿遠線架道橋」[注 11]（行人道的位置是廢線遺址）。在1964年10月1日開通的新幹線至1967年8月28日舊・中遠鐵道區間廢除期間，可從駿遠線處看見新幹線列車通過。在藤枝市高洲也有駿遠線和新幹線立體相交處。
- 在舊淺羽町（日语：浅羽町）區域內，於袋井市淺羽支所附近的路軌遺址變成單車徑。到處都設有牌匾，說明該處曾經有一條鐵路線。
- 在淺羽支所外其他地方也建設了單車徑，但是只是簡單地鋪設了瀝青。
- 在五十岡站和石津站均保留了月台。新三輪站的月台也曾經被保留，但是在修復路堤時已經被撤走。
- 許多車站保留或重新設置站名牌，也有一些車站遺址處建立了紀念碑。

## 保存車輛

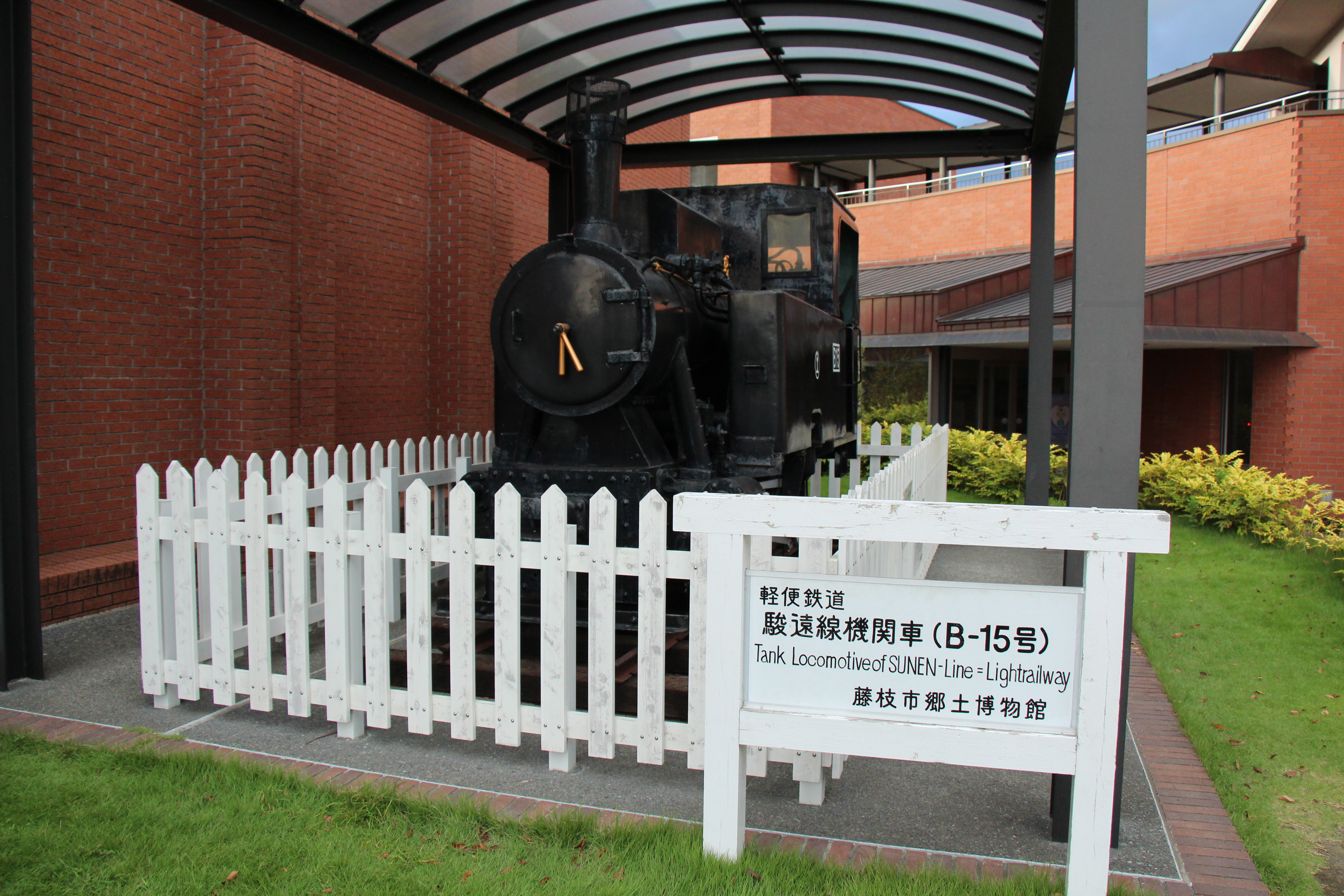
在藤枝市鄉土博物館的用地內保存的B-15。周邊被柵欄圍繞，因此不可登上機車參觀。（2013年9月26日拍攝）

唯一一架B15形蒸氣機車（在1948年立山重工業製造）被保存下來。在廢線後被放在靜岡市駿府公園內的靜岡市立兒童會館內展出。隨著進行改裝，機車被移送至靜岡鐵道長沼站內保管。後來再經過維修後，便寄贈給靜岡縣藤枝市內的藤枝市鄉土博物館作保存和展出。該館內還有展出藤相鐵道的資料。
部分客車被保存下來和被再次使用。可是由於車輛放置在露天位置和沒有車棚，許多車輛已經老化而被拆毀。
| 車型      | 地方                   | 廢車年份   | 備註 | 參考資料      |
| --------- | ---------------------- | ---------- | --- | ------------- |
| Ha20      | 狐崎Young Land         | 不明       | 該處同時展出「大井川」的站名牌。                                                                                   | [ 61 ]        |
| Ha1·Ha8   | 相良海灘               | 1964年12月 | 只有車身。被用作平房。                                                                                             | [ 62 ] [ 63 ] |
| Ha21·Ha25 | 相良海灘               | 不明       | 只有車身。被用作平房。                                                                                             | [ 62 ] [ 63 ] |
| Ha24      | 相良海灘入口巴士站附近 | 1968年8月  | 只有車身。 | [ 62 ] [ 63 ] |
| Ha19      | 相良中學 校園          | 1968年8月  | 該處同時展出「相良」的站名牌。                                                                                     | [ 62 ] [ 63 ] |
| Ha23      | 吉田中學 中庭          | 1968年8月  | 該處同時展出「遠州神戶」和「上吉田」的站名牌及臂木式號誌機。在大井川以南區間廢除後2日的1968年8月23日便遷入和設置。 | [ 62 ] [ 63 ] |
| Ha112     | 磐田市交通公園         | 1967年8月  | 在1980年前還存在。                                                                                                 | [ 65 ]        |

## 登場作品

### 電影

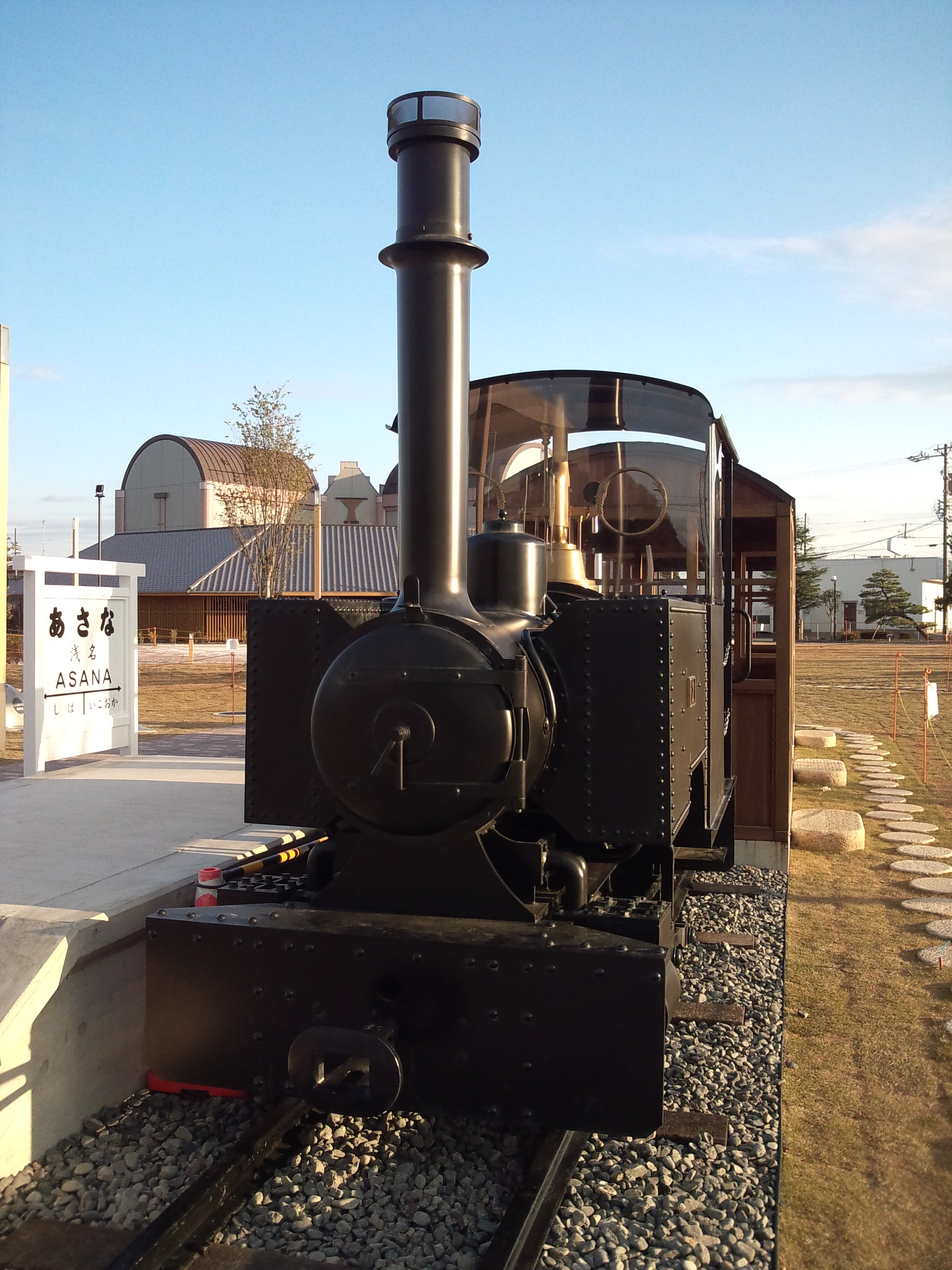
中遠鐵道2號機車好複製品（袋井市淺羽紀念公園，2011年12月）

在1943年（昭和18年）3月25日上映，由黑澤明首次執導作品《姿三四郎》中，最後一幕是在中遠鐵道拍攝。電影中可看見經裝飾的2號機車、客車、和臂木式號誌機。當中發生了一段小插曲，在預告片中，出現了黑澤和他的工作人員在客車車廂內扮演乘客，當時觀看該預告片的森岩雄（東寶映畫高層）罵黑澤「太傻了！」，因此最後上映時被剪去有關畫面。該鐵路線由於在同年5月15日合併至靜岡鐵道，因此電影中出現中遠鐵道時代的鐵路線成為了珍貴的紀錄。
為了紀念上述事情。在2011年（平成23年），袋井市建設淺羽紀念公園時，決定放置一架2號機車的複制品。
另外，在1941年（昭和16年）6月10日上映，由古川綠波主演（也是原作）的中，曾經在中遠鐵道時代的野中站取景。在1946年（昭和21年），由日本映畫社製作的《日本新聞》中，報導了一架Orenstein & Koppel製造的機車（靜岡鐵道藤相線）正在行走購物列車。

### 文學
由藤枝市出身的藤枝靜男和小川國夫的作品《輕便鐵道》中，曾經出現此鐵路線數次。

## 注腳

## 相關文獻
- 中村修. . 靜岡縣: 夢現出版. 2005. ISBN 978-4925187602 （日语）.